# Lightjockey

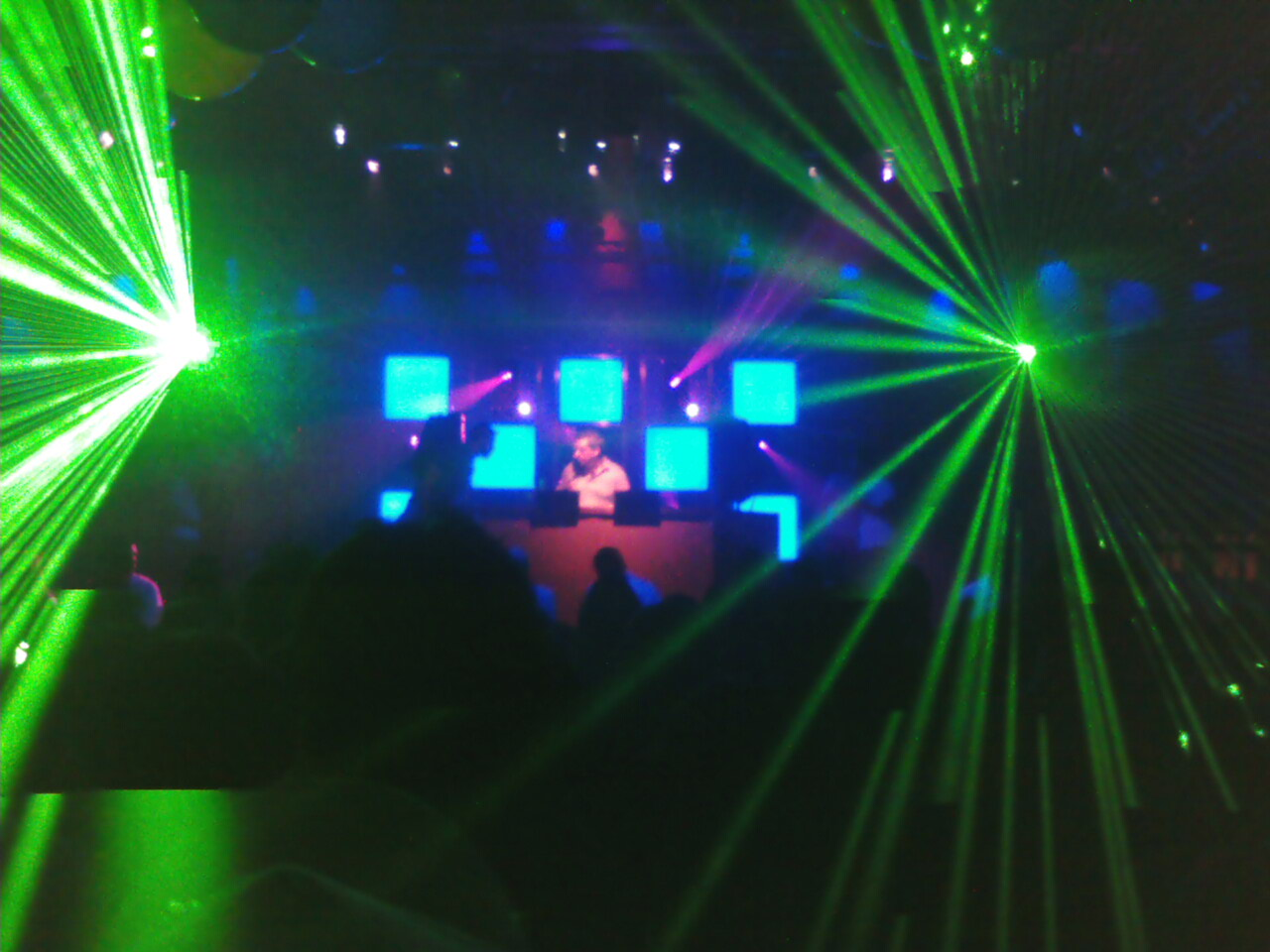
Lightshow in einer Diskothek

Der Begriff Lightjockey (Kurzform LJ, weiblich LJane, deutsch: „Lichtjockey“) bezeichnet eine Person, die meist in Diskotheken durch die Bedienung von Lichtpulten oder Lichtcontrollern Lichtshows in Echtzeit inszeniert und steuert.
Es handelt sich beim Lichtjockey nicht um ein offizielles Berufsbild mit eigener Ausbildungsordnung. Vielmehr entwickelte sich die Bezeichnung in Anlehnung an den Begriff des Discjockeys (DJ).

## Allgemeines

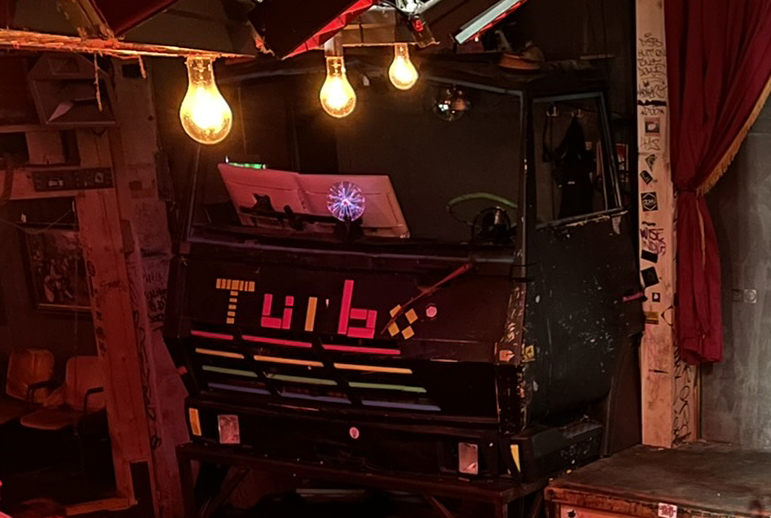
Arbeitsplatz des Lightjockeys im Club Bahnwärter Thiel in einer Kanzel mit zwei großen Monitoren.

Eine begriffliche und inhaltliche Verwandtschaft besteht darüber hinaus mit der Tätigkeit des Visual Jockeys (VJ), der statt Beleuchtungseffekten vornehmlich auf Leinwände oder Monitore projizierte Videoanimationen einsetzt, um (gleichsam wie auch der Lightjockey) seine Rezipienten visuell zu stimulieren.
Wortwörtlich übersetzt bedeutet „Lightjockey“ in etwa Licht-Wechsler, womit immer eine Person gemeint ist, und nicht etwa ein Gerät.
Oft übernehmen ausgebildete Lichttechniker auch die Funktion eines LJs – eine derartige technische Ausbildung ist allerdings keine zwingende Voraussetzung für den LJ-Job. Denn eine gewisse Grundkenntnis der Licht- und Beleuchtungstechnik ist zwar durchaus von Vorteil, jedoch nicht zwingend notwendig, um eine gute Lichtshow zu kreieren. So richtet sich das Expertenwissen eines LJs primär auf die Bedienung der Lichtcontroller / Lichtpulte und nur sekundär auf die mit diesen angesteuerten Beleuchtungsgeräte.
Ebenso fällt die Installation und Wartung von Beleuchtungsgeräten eher nicht in den Aufgabenbereich von Lightjockeys, sondern mehr in den der Lichttechniker – der Begriff „Lightjockey“ bezeichnet ausschließlich die Rolle des künstlerisch agierenden Bedieners einer Lichtanlage. Im Bereich der professionellen Veranstaltungstechnik ist der Begriff „Lightjockey“ im Übrigen ungebräuchlich. Der Bediener eines Lichtpultes wird dort Operator genannt. Auch ein Lichttechniker einer Band arbeitet beispielsweise kreativ – nennt sich in der Regel jedoch nicht Lightjockey.

## Abgrenzung zum Lichttechniker
In Abgrenzung zum Berufsbild des Lichttechnikers liegt die Kernkompetenz eines Lightjockeys daher nicht im technischen Bereich, sondern betrifft vor allen Dingen Kreativität und künstlerisches Talent. Eine zu technische Herangehensweise kann sogar auf Kosten der künstlerischen Performance gehen. Wichtiger sind musikalisches Einfühlungsvermögen, Rhythmusgefühl, ein Gespür für Farben und Kenntnisse über Musikstile und die (ungeschriebenen) Regeln der Showbranche oder Diskothekenszene. Die insbesondere in Großraumdiskotheken geforderte Steuerung und Programmierung von Lasershows ist eine Kunst für sich, die aufgrund der Sicherheitsanforderungen im Umgang mit Lasern eine entsprechende Schulung erfordert.

## Entstehung des Berufes

Lasershow in einer Diskothek

Der Begriff „Lightjockey“ entstand im Jargon der Discoszene zum Ende der 1980er Jahre, als nach den Lichtorgeln der 1970er Jahre die ersten komplexeren Lichtcontroller auf den Markt kamen, die durch die Einführung der DMX-Technologie im Jahr 1986 zur digitalen Steuerung von Lichttechnik möglich geworden waren.
Parallel zur Durchsetzung dieser digitalen DMX-Steuerungstechnik wurden auch die Lichteffekte immer ausdifferenzierter. Als ein früher Meilenstein der Lichteffekt-Innovationen kann dabei die Entwicklung sogenannter Scanner, d. h. spiegelbewegter Lichtstrahler gelten. Nicht zuletzt ihre Steuerung machte die modernen DMX-Lichtpulte erforderlich. Und während in den 1970er und frühen 1980er Jahren die Beleuchtung in Diskotheken meist noch vom DJ durchgeführt wurde (gleichzeitig zum Musikauflegen), bedingte die zunehmende Verbreitung immer komplexer werdender Licht- und Steuerungstechnologien schließlich eine Spezialisierung der Bedienung, so dass das Berufsbild des Lightjockeys entstand.
Eines der ersten, bekanntesten und bis heute weit verbreiteten Lichtpulte der DMX-Generation ist das Masterpiece des Unternehmens Pulsar. Pulsar führt auch seit einigen Jahren internationale Lichtshow-Wettkämpfe durch, um den besten LJ zu küren. Neben den oben bereits erwähnten Scannern werden über die Lichtpulte in der Regel sogenannte PAR-Lampen, Moving-Heads (die auch als „kopfbewegte Scheinwerfer“ bezeichnet werden), LED-Panels, Nebelmaschinen, Stroboskope, die traditionelle Spiegelkugel, Raumbeleuchtungen und weitere Effekte so eingestellt und koordiniert, dass sie zur Musik (entweder DJ-basiert oder in Konzerten) passen.

## Parallelen zum Diskjockey
Die Symbiose aus so (vom Lightjockey) kontrolliert generierten Lichtwellen/Lichtteilchen und (vom Discjockey / einer Band produzierten) Schallwellen erzeugen damit bei den Rezipienten (Discogäste oder Konzertbesucher) Emotionen. Dabei haben bezüglich der Emotionserzeugung nach allgemeiner Auffassung die Schallwellen (respektive Musik) eine höhere subjektive Gewichtung als die Lichtwellen. So wäre eine Diskothek, in der nur eine Lichtshow läuft, jedoch keine Musik, schwerer vorstellbar als eine Diskothek ohne Licht, jedoch mit Musik. Daraus ergibt sich eine unterschwellige Nachrangigkeit der Lichtshow gegenüber der Musik und den DJs wird meist höhere Bedeutung (und auch höhere Bezahlung) beigemessen als den LJs. Auch kommt hierin zum Ausdruck, dass die Leistungen von Lightjockeys meist nicht für jeden auf den ersten Blick ersichtlich sind. Im Gegensatz zum leicht austauschbaren DJ ist ein LJ jedoch in vieler Hinsicht für einen Diskothekenbetreiber „wertvoll“, denn er verfügt über seltene Kenntnisse und Erfahrungen und kann so eine hochgradig spezialisierte Dienstleistung erbringen. Der Markt an Lightjockeys ist wesentlich kleiner als der Arbeitsmarkt, an dem tausende DJs ihre Dienste anbieten. Einen wirklich guten LJ zu finden ist daher wesentlich schwieriger als einen guten DJ. Je mehr Lichtpulte ein Lightjockey tatsächlich bedienen kann, desto vielseitiger sind seine Einsatzmöglichkeiten und Jobchancen. Beim Beherrschen eines Lichtcontrollers ist dabei zu unterscheiden zwischen einerseits dem bloßen Aufrufen/Kombinieren vorgefertigter Programme und andererseits der Fähigkeit, sie live und zur Musik passend zu verändern und selbst diese Programme erstellen zu können.

### Besonderheiten
Als Lightjockey werden gängigerweise auch diejenigen Bediener eines Lichtpultes bezeichnet, die nicht in der Lage sind, eigene Programme zu erstellen – normalerweise ist aber ein LJ auch mit der Programmierung von Lichtpulten befasst. Denn jede Diskothek oder auch jede Bühneninstallation hat eine eigene Ausstattung mit Lichteffekten, die meist in (un)regelmäßigen Abständen umgeändert wird, so dass eine an solche Änderungen angepasste Programmierung erforderlich wird. Für die optimale Leistung eines Lightjockeys muss dieser also eine bestimmte Controller-Programmierung hinsichtlich der Bedienung besonders gut kennen oder es gegebenenfalls auch selbst verändern können (und dies manchmal auch in Stresssituationen). Entsprechend sind LJs (im Gegensatz zu DJs) nicht ohne weiteres austauschbar und an bestimmte Lokalitäten (oder Konzert-Touren) gebunden, denn ein LJ benötigt relativ viel Zeit um eine jeweilige Controller-Programmierung kennenzulernen oder selbst durchzuführen. Insofern könnte man bei Lightjockeys in Anlehnung an DJs auch von Residents sprechen (vgl. Resident-DJ).
Die Beleuchter in Theatern werden normalerweise nicht mit dem modernistisch anmutenden Begriff des „LJs“ bezeichnet, obwohl sie von ihrer Tätigkeit her recht ähnliche Aufgaben zu erfüllen haben – jedoch verläuft die Beleuchtungssteuerung bei Theateraufführungen wesentlich automatisierter, eben nicht vollständig in Echtzeit, da die einzelnen Szenen bereits im Vorfeld bekannt sind.